# Fals plàtan
|  | No s'ha de confondre amb Sicòmor. |

El fals plàtan (Acer pseudoplatanus) és una espècie de planta amb flors del gènere Acer dins la família de les sapindàcies (Sapindaceae). És un arbre natiu d'Europa.
Addicionalment pot rebre els noms d'arbre cèlebre, blada, plàtan fals, plataner fals i sicòmor. També s'han recollit les variants lingüístiques arbre célebre, arbre cèlibe, blasera i sicomor. Altres denominacions són fals sicòmor, i blesera (Rosselló).
El plàtan fals prolifera al centre i sud d'Europa, i també al sud-oest d'Àsia. A la península Ibèrica únicament en el nord: Pirineus i Cantàbria, fins al nord de Portugal. Freqüentment cultivat i assilvestrat, és difícil precisar quan es tracta d'una planta espontània.
Habita en terrenys frescos i profunds dels vessants i valls de muntanya, sense constituir mai formacions denses, sinó esteses en fagedes i altres boscos.
El nom del gènere era ja utilitzat pels romans,  Acer : tenaç, dur, segons altres autors el seu nom deriva de la veu celta  ac : espina o punta, per haver-se utilitzat per fabricar puntes de llança. El nom específic  pseudoplatanus , fa referència a la semblança de les seves fulles amb el plàtan de passeig. La seva fusta és de color pàl·lid, de gra continu, és lleugera i fàcil de tornejar. Les fulles, fruits i escorça de l'arrel s'han utilitzat com medicina, atribuint propietats astringents; del seu tronc i branques, si es fa una incisió a la primavera, s'obté un líquid ensucrat agradable com beguda.
És vastament usat en els passejos i avingudes de les ciutats, perquè gràcies a la seva poda i a la seva capacitat d'unir-se per les branques creen interessants efectes d'arcs naturals quan estan sense fulles. A l'estiu proporcionen una excel·lent ombra i creen un microclima fresc i agradable, al podar a la tardor permet el pas de la llum a terra durant l'hivern però segueix embellint els passejos amb les seves singulars formes. A part d'això, quan la poda és correcta no aconsegueixen gran altura pel que no entorpeixen l'entrada de llum als habitatges circumdants.
A la parròquia de Villapardín, Navia de Suarna (Lugo, Galícia) hi ha un auró singular de més de 100 anys, 23,60 metres d'alçada, un perímetre de 2,95 metres i un diàmetre de copa de 18 metres.

## Morfologia

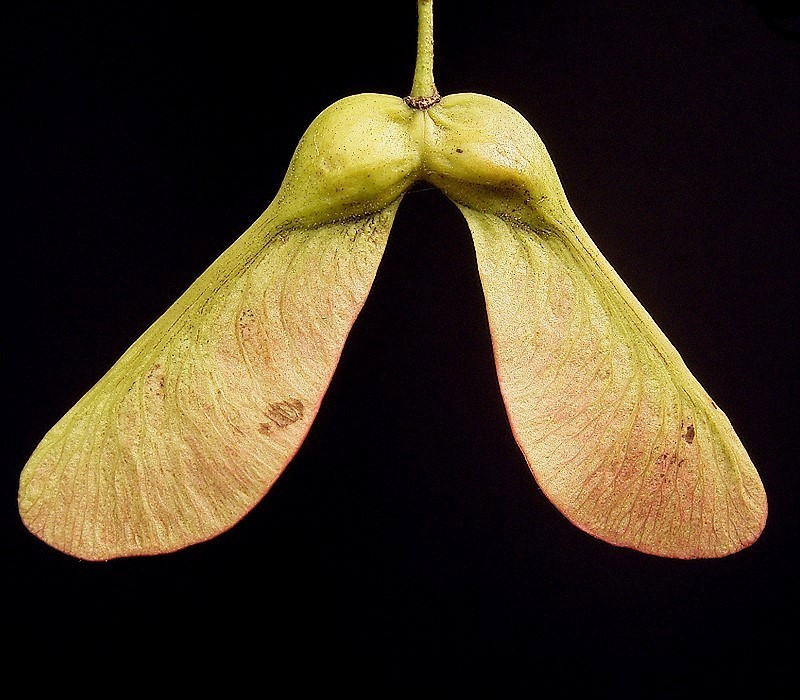
La llavor té una forma d'hèlix que fa que caigui suaument de l'arbre en autorotació.

És un arbre alt, que pot assolir fins a 30 m d'alçada, de copa àmplia i branques obertes, amb escorça llisa i grisenca. Les fulles són caduques, palmades, dividides fins a la meitat de la làmina en cinc lòbuls en forma d'ou, amb les vores proveïdes de dents gruixudes, una mica desiguals, corbats en forma de serra, el seu pecíol és molt llarg i estan en posició oposada; són grans, d'uns 10 a 15 cm. Flor hermafrodita o unisexual, de color groc-verdós, disposades en gran nombre, en inflorescència (tirsos de cims) penjants, que apareixen amb les fulles o poc després; tenen llargs pedicels, corol·la composta de 5 sèpals i 5 pètals allargats i lliures, que s'insereixen, amb els 8 estams, en un disc anul·lar carnós situat sota l'ovari. Fruit format per dues nous unides i una mica inflades que es perllonguen en ales membranoses que s'eixamplen cap a l'àpex i formen entre si un angle proper a 90 graus.
Floreix a l'abril i maig, els fruits maduren al final de l'estiu i es mantenen durant molt temps a la planta.

### Espècies similars
A Europa hi ha dues espècies d'aurons molt semblants que es poden confondre amb facilitat. Les dues espècies són arbres alts, que poden arribar fins a 30-35 m d'alçada.
| Espècies                   | Auró reial (Acer platanoides)                                                            | Auró sicòmor (Acer pseudoplatanus) |
| -------------------------- | ---------------------------------------------------------------------------------------- | --- |
| escorça dels arbres adults | Llisa, tindrà solcs verticals amb l'edat                                                 | Semblant a la del Plàtan oriental, es desprèn en plaques |
| Gemma                      | de color granat                                                                          | de color verd |
| Fulles                     | Hi ha conreus amb fulles de color vermell porpra                                         | Les seves fulles són simples i no tenen estípules, grans, d'entre 10-15 centímetres de longitud, oposades, de color verd fosc. Tenen 5 lòbuls desiguals.        |
| Flors                      | Apareixen el moment d'obrir els borrons                                                  | Apareixen poc després de les fulles |
| Fruits (sàmares)           | Les sàmares són a la base del ramet i tenen la llavor aplanada.                          | Les sàmares són al ramet i tenen la llavor rodona. |
| Copa:                      | La seva copa és globosa i àmplia, que creix en llocs clars, sovint és més ample que alt. | Aquest arbre es veu molt afectat moltes vegades pel fong Rhytisma acerinum. El seu dolor ho manifesta en forma de taques de color marró o negra, en les fulles. |

## Galeria

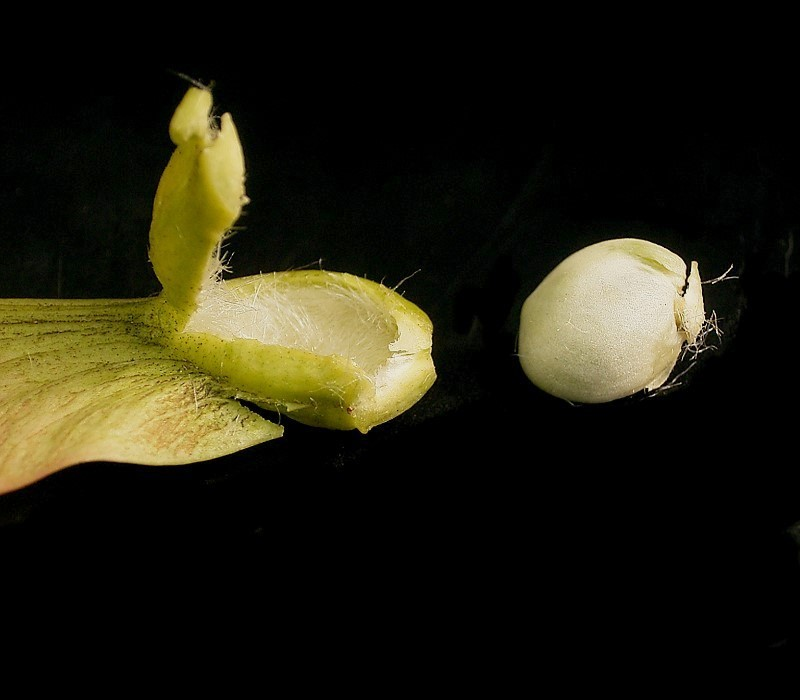
Llavor rodona
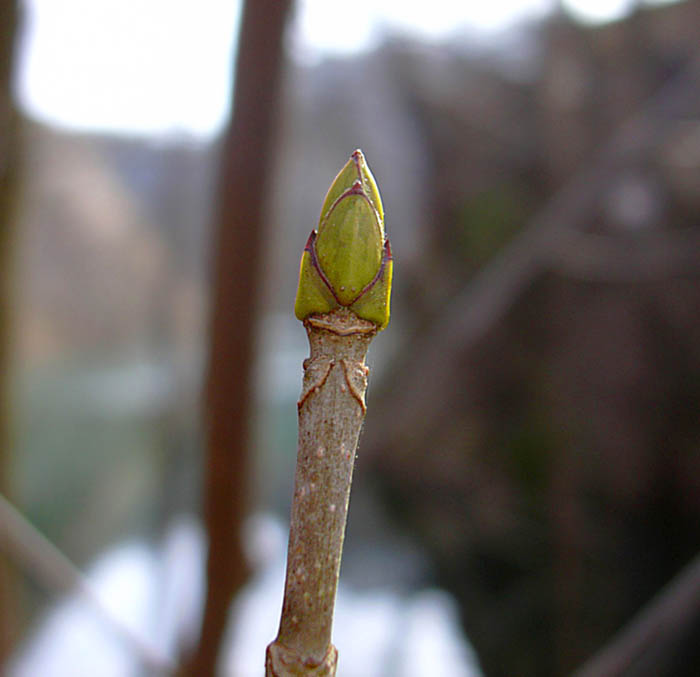
Les gemmes són de color verd
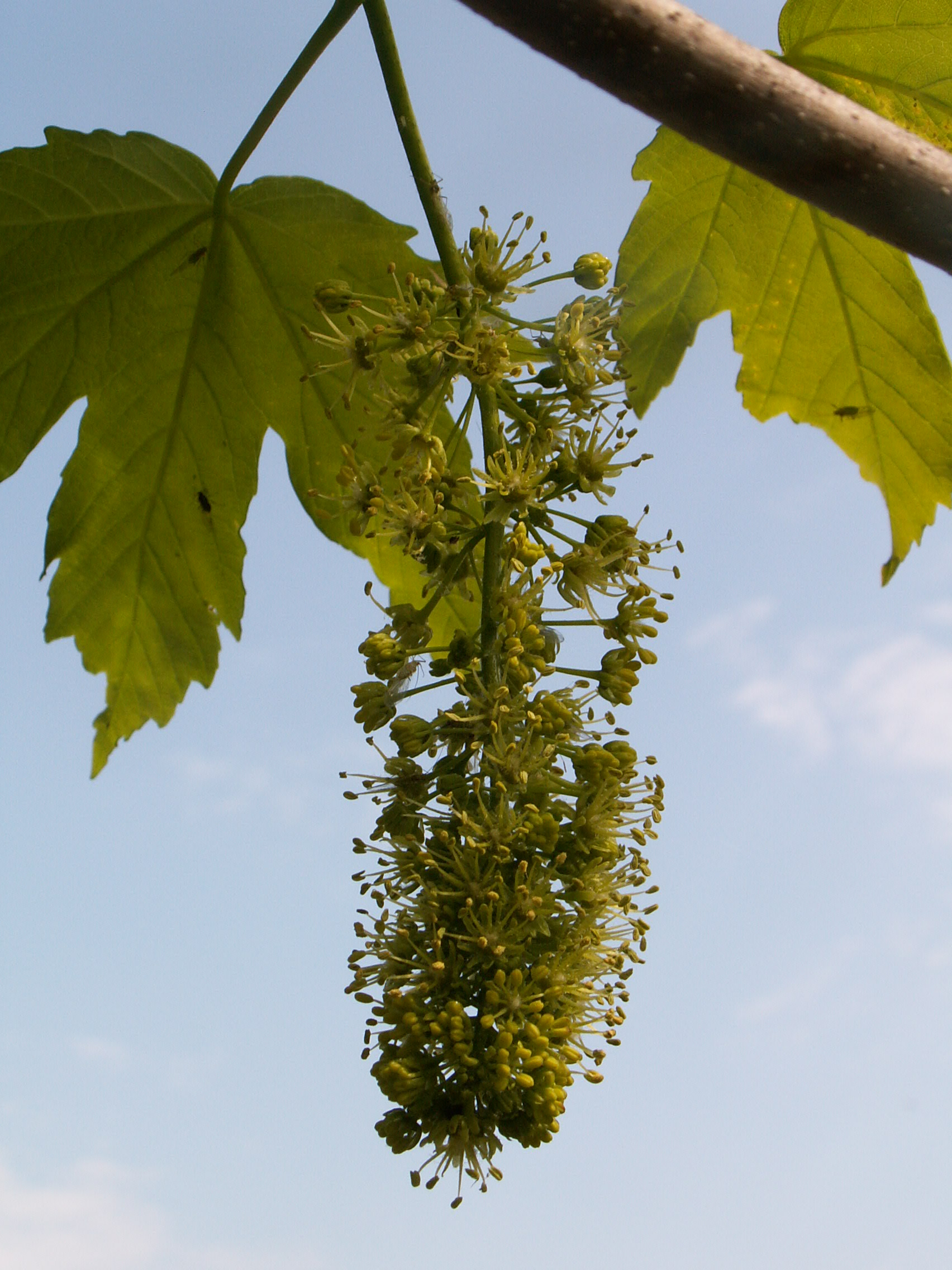
Les flors apareixen després de les fulles
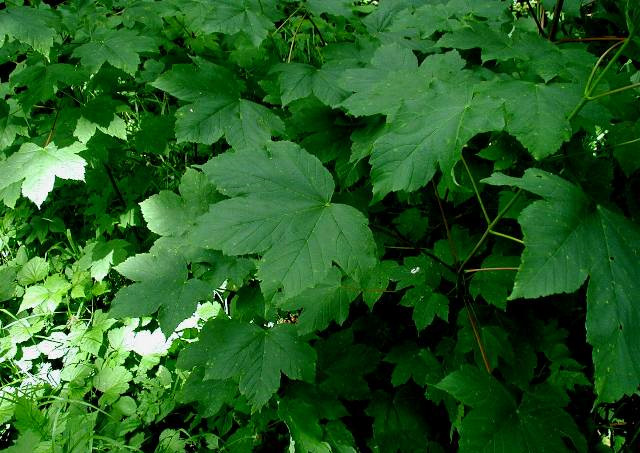
Fulles
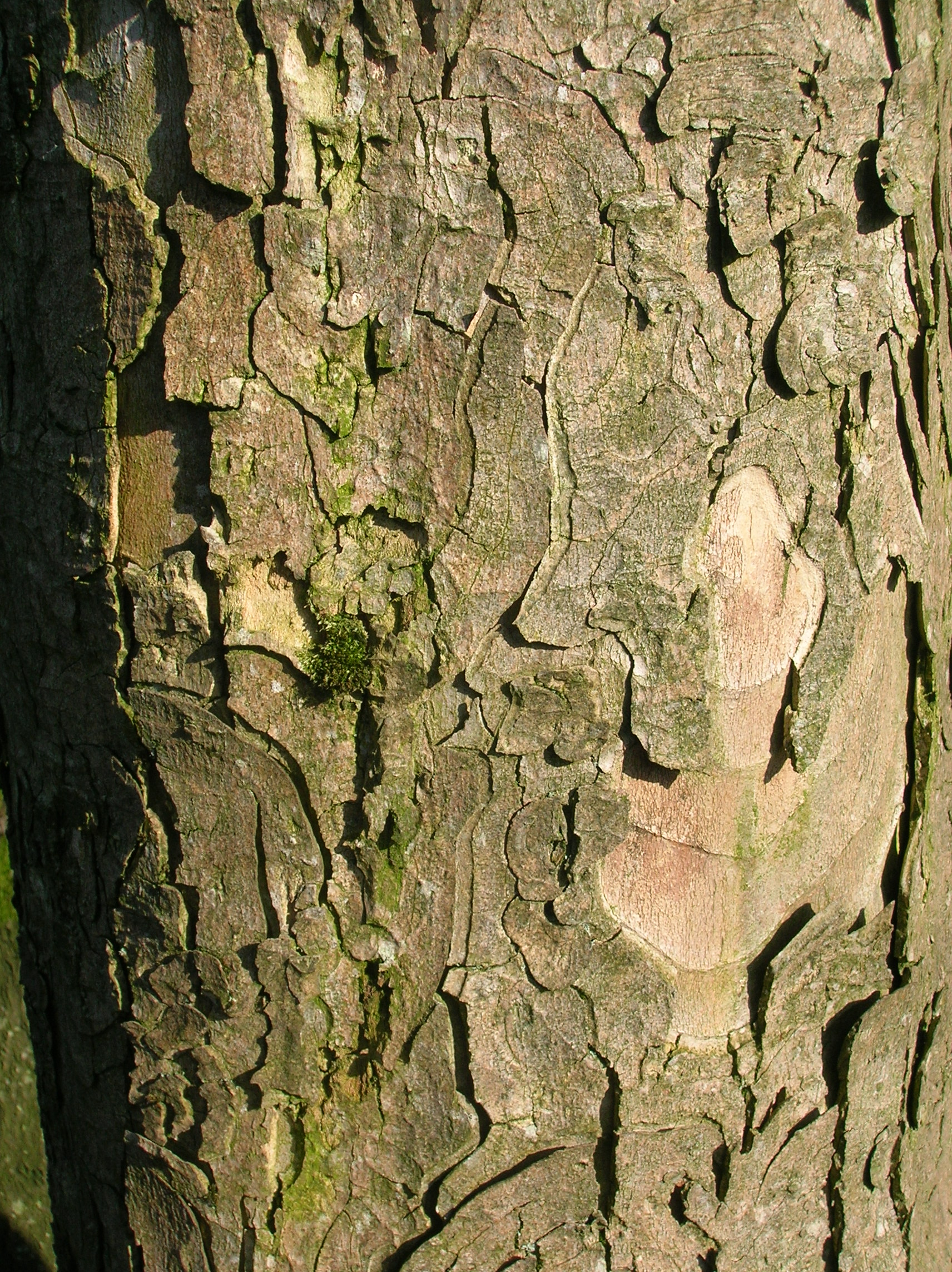
L'escorça del pseudoplatanus es desprèn en plaques